# 下渚滑站

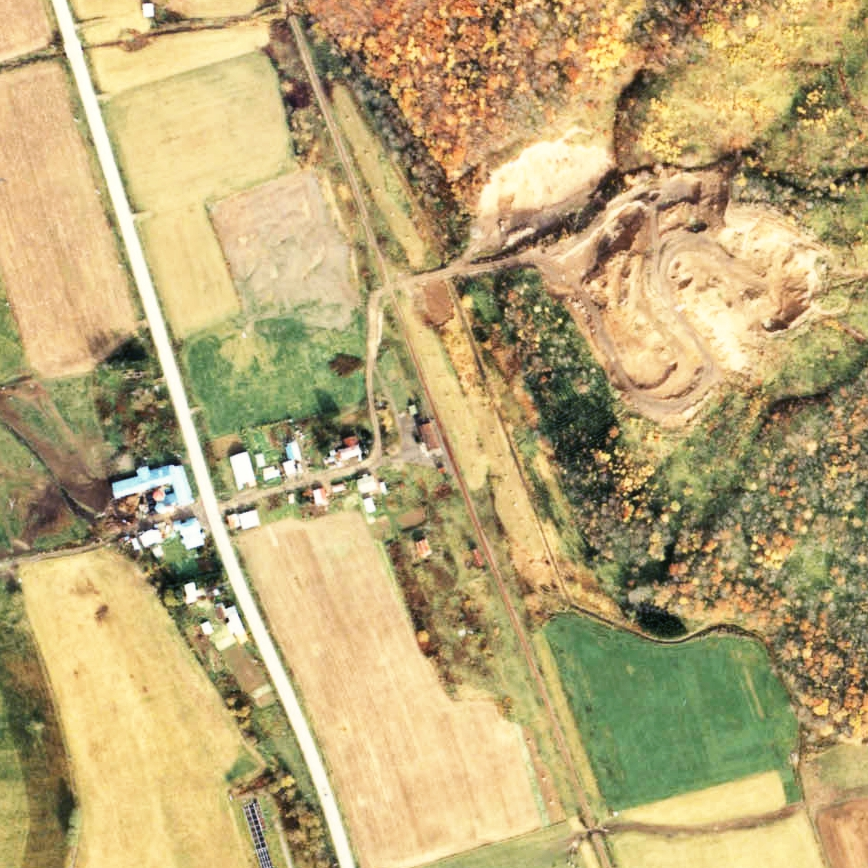
1978年的下渚滑站與方圓約500米範圍。下方為北見瀧之上方向。曾經車站大樓旁邊（靠近渚滑一方）設有貨物月台和引込線。在1960年，站內已結束處理貨物，引込線也撤走了。

下渚滑站（日语：／ Shimo-Shokotsu eki */?）是位於北海道紋別市上渚滑町下渚滑，日本國有鐵道（國鐵）的渚滑線車站（廢站）。隨著渚滑線廢線，車站在1985年（昭和60年）4月1日廢除。

## 歷史
- 1923年（大正12年）11月5日 - 鐵道省渚滑線渚滑站至北見瀧之上站之間開通，此站啟用。當時為一般車站。
- 1949年（昭和24年）6月1日 - 日本國有鐵道成立，成為日本國有鐵道車站。
- 1960年（昭和35年）
  - 4月1日 - 成為業務委託車站。
  - 9月15日 - 結束處理貨物。
- 1978年（昭和53年）12月1日 - 結束處理行李。成為無人車站。
- 1985年（昭和60年）4月1日 - 渚滑線全線廢除，此站也廢除[2]。

### 站名的由來
車站位於渚滑川下流區域，因此在「渚滑」冠以「下」字。

## 車站構造
截至車站廢除前，車站是一座地面車站，設有1面1線的單式月台。月台位於路軌西邊（北見瀧之上方向的列車會開啟右邊車門）。
此站是無人車站，在有人車站時代，車站大樓曾經進行翻新。大樓與中渚滑站屬同款，都是新的混凝土製建築物。車站大樓位於站內西邊，鄰接月台。

## 車站周邊
- 北海道道766號和訓邊渚滑停車場線（日语：北海道道766号和訓辺渚滑停車場線）
- 國道273號（渚滑國道）
- 渚滑川（日语：渚滑川）
- 北紋巴士（日语：北紋バス）「下渚滑」巴士站

## 現況
截至1997年（平成9年）11月，已經沒有任何鐵路相關痕蹟。車站遺址變成一處採石場。

## 相鄰車站
日本國有鐵道
渚滑線
渚滑－（元西臨時乘降場）－下渚滑－（十六號線臨時乘降場）－中渚滑

## 注腳
1. ↑  1948年撮影航空写真（國土地理院 地圖、航空相片參閲服務）
2. 1 2  “駅舎をカメラにおさめる鉄道マニアたち 渚滑線”. 北海道新聞 (北海道新聞社). (1985年3月29日)
3. ↑   第1版. 札幌市: 日本國有鐵道北海道總局. 1973-3-25: 201. ASIN B000J9RBUY （日语）.
4. ↑  札幌鉄道局編 (编). . 北彊民族研究会. 1939: 94. NDLJP: 1029473 （日语）.
5. 1 2  宮脇俊三 (编). . 原田勝正. 小學館. 1983-7: 215. ISBN 978-4093951012 （日语）.
6. ↑  宮脇俊三 (编). . JTB Can Books. JTB出版. 1998-5: 24. ISBN 978-4533030024 （日语）.